# Streepjescode

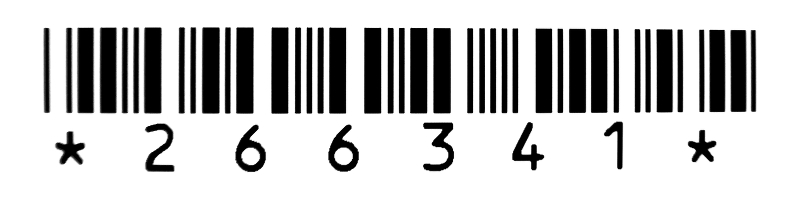
Code 39 Streepjescode

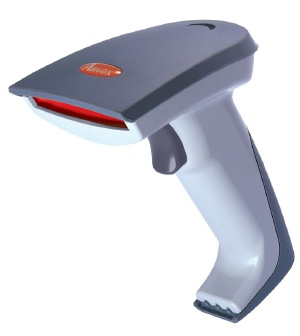
Scanner

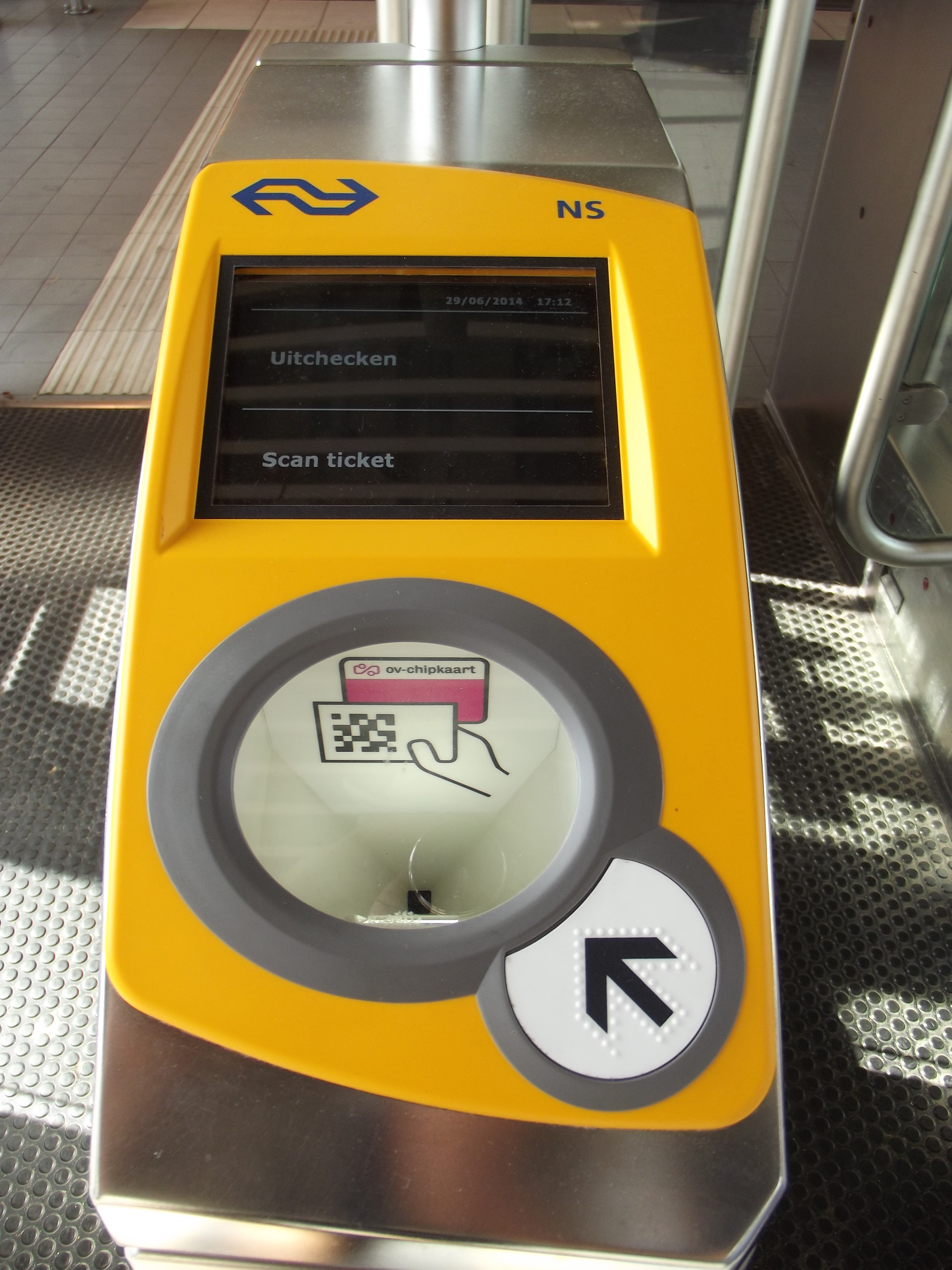
OV-chipkaartlezer gecombineerd met barcodelezer (voor het lezen van een Aztec-code)

Streepjescode of barcode is een opeenvolging van lijnen die een code representeert die door een scanner gelezen kan worden. Afhankelijk van het coderingssysteem kan deze code uitsluitend uit cijfers bestaan, of uit een combinatie van cijfers, letters en leestekens. De streepjescode werd gepatenteerd op 7 oktober 1952.
Het tweedimensionale analogon van de streepjescode wordt matrixcode genoemd, maar ook tweedimensionale streepjescode of 2D-streepjescode, hoewel dit meestal uit vierkantjes en niet uit streepjes bestaat.
Het systeem van representatie van data in grafische vorm is vaak zodanig dat een beeld gedraaid en op zijn kop dezelfde data representeert. Een omnidirectionele scanner is een scanner die het beeld ook in elke stand kan lezen. Voor het lezen van een beeld op een vel papier of een zak is het ook belangrijk dat een vervormd beeld dezelfde data representeert en ook gelezen kan worden.

## Oorsprong
Norman Woodland was samen met Bernard Silver uitvinder van de streepjescode. Zij zagen het belang in van eenvoudige coderingen voor het slagen van de poging gegevens automatisch te verwerken. De streepjescode kan als een opvolger van de ponskaart worden gezien.
In 1973 werd de UPC (Universal Product Code) samengesteld. Naast een Amerikaanse is er ook een Europese, een Chinese en een Japanse standaard. Oorspronkelijk werd de UPC-code ontworpen en toegepast in de Verenigde Staten en Canada. Later werd de code uitgebreid met een impliciet gecodeerd regiocijfer, zodat de oude UPC-code behouden kon worden.

## Toepassingen
Streepjescodes worden voor verschillende toepassingen gebruikt en voor veel toepassingen is een aparte codeermethode in gebruik. Op veel plaatsen waar met een groot aantal producten of mensen wordt gewerkt, doen de reeksen streepjes, al dan niet vergezeld van cijfers, hun intrede. Bijvoorbeeld in de supermarkt op de producten. In ziekenhuislaboratoria registreert men met streepjescodes de honderden buisjes bloed die dagelijks binnenkomen. Parkeerautomaten gebruiken streepjescode om de prijs te coderen, uit te lezen en de slagboom te openen. Bibliotheken gebruiken barcodes in boeken en op lenerskaarten om het uitlenen en terugbrengen te automatiseren. Bij het inchecken van bagage in een luchthaven krijgt die een barcode met de bestemming (IATA-code). De bagage wordt dan automatisch naar de juiste vliegtuigen gebracht, ook als de reiziger overstapt, tenzij hij reist via een vliegveld waar de barcode nog niet in gebruik is. Bij attracties en evenementen ontvangt men bij betaling een toegangsbewijs met streepjescode dat bij de entree wordt gescand. Op deze manier wordt voorkomen dat bezoekers de attractie of het evenement zonder geldig toegangsbewijs betreden.

## Standaarden
Er zijn vele standaarden op het gebied van streepjescodes. Ze steken ook niet allemaal eender in elkaar. Op basis van hun eigenschappen is een aantal klassen streepjescodes te onderscheiden:
- Lineaire code, de streepjescode in de strikte zin, dit is een code die in 1 dimensie wordt gelezen, en bestaat uit een rechthoekig blok van evenwijdige lijnen van verschillende breedte en onderlinge afstand. Daarbinnen onderscheidt men:
  - Continue vs. discrete codes, een continue streepjescode codeert alle tekens als een ononderbroken reeks, terwijl in discrete codes ieder gecodeerd teken een begin- en eindmarkering heeft. De ruimte tussen twee tekens wordt bij discrete genegeerd, zolang deze niet groot genoeg is om als het einde van de tekenreeks te worden gedecodeerd.
  - Codes met lijnen van slechts 2 breedtes vs. codes met meer breedtes, in codes met slechts 2 breedtes bestaan slechts smalle en brede strepen, die niet meer dan 1 bit informatie bevatten. Codes met meerdere breedtes kennen meestal 4 breedtes, die veelvouden zijn van wat in jargon module heet.
- Gestapelde (stacked) codes, deze codes bevatten meer dan 1 regel met in elke regel een lineaire code.
- Tweedimensionale streepjescode of 2D-streepjescode, meestal een vierkante monochrome afbeelding bestaande uit vrij grote vierkante pixels die zwart (gekleurd) of wit zijn. De belangrijkste standaarden zijn gemakkelijk zonder hulpmiddel van elkaar te onderscheiden:
  - de QR-code (met grote zwart-wit-zwarte vierkanten in drie van de hoeken, en een kleinere vierde in de buurt van de hoek rechtsonder, maar wat meer naar binnen)
  - de Aztec-code (met concentrische vierkanten in het midden)[2]
  - de Data Matrix-code (met links en onder een rij zwarte pixels en rechts en boven een rij pixels die afwisselend zwart en wit zijn)

QR
Aztec

### Lineaire codes
| Symbologie                    | Onderbreking | Breedte   | Gebruik                                                        |
| ----------------------------- | ------------ | --------- | -------------------------------------------------------------- |
| Plessey                       | Continu      | Twee      | Catalogi, magazijnen, inventaris                               |
| UPC                           | Continu      | Meer      | Winkels (USA)                                                  |
| Codabar                       | Discreet     | Twee      | Oude standaard, in gebruik in o.a. bibliotheken en bloedbanken |
| Interleaved 2 of 5            | Continu      | Twee      | Groothandel, bibliotheken (NO)                                 |
| Code 39                       | Discreet     | Twee      | Diverse toepassingen                                           |
| Code 93                       | Continu      | Meer      | Diverse toepassingen                                           |
| Code 128                      | Continu      | Meer      | Diverse toepassingen                                           |
| Code 128A                     | Continu      | Meer      | Diverse toepassingen                                           |
| Code 128B                     | Continu      | Meer      | Diverse toepassingen                                           |
| Code 128C                     | Continu      | Meer      | Diverse toepassingen                                           |
| Code 11                       | Continu      | Twee      | Telefoons                                                      |
| EAN 2                         | Continu      | Meer      | Addon-code (tijdschriften)                                     |
| EAN 3                         | Continu      | Meer      | Addon-code (boeken)                                            |
| EAN 8, EAN 13                 | Continu      | Meer      | Artikelen in winkels (wereldwijd) sinds 1974                   |
| UCC/EAN-128, EAN 128, UCC 128 | Continu      | Meer      | Diverse toepassingen                                           |
| DUN 14                        | Continu      | Meer      | Diverse toepassingen                                           |
| ITF 14                        | Continu      | Meer      | Shipping Container Symbol                                      |
| KIX-code of RM4SC             | Continu      | Twee      | PostNL, Royal Mail                                             |
| Pharmacode                    | Anders       | Twee      | Farmaceutische verpakkingen                                    |
| POSTNET                       | Continu      | Lang/kort | Postdienst                                                     |
| PostBar                       | Discreet     | Meer      | Postdienst                                                     |
| CPC Binary Barcode            | Discreet     | Twee      | Postdienst                                                     |
| Telepen                       | Continu      | Twee      | Bibliotheken e.d. (UK)                                         |

## Epiloog
Radio-frequency identification of RFID is een alternatief voor het barcodesysteem. Het wordt door sommigen gezien als de opvolger ervan.